# TELEPATHY (片瀬那奈のアルバム)
『TELEPATHY』（テレパシー）は、片瀬那奈による1stスタジオ・アルバム。 CCCD仕様。2003年6月25日にavex traxから発売された。

## 概要
2002年12月のデビューから半年を経て発売されたアルバム。
初回限定盤は特典映像収録DVD付の2枚組、通常盤は32頁スペシャルブックレット付。先行シングル3枚を含む全13曲。
本作購入者対象に下記イベント参加券が進呈、開催された。
- 『TELEPATHY with YOU”Special Event』
  - 7月 5日・六本木ヴェルファーレ
  - 7月12日・京都駅ビル室町小路広場
  - 7月19日・キャナルシティ博多B1Fサンシャインステージ
  - 7月21日・札幌パセオB1F 水の広場
  - 7月27日・名古屋マナハウス5Fマノアホール

## 収録曲

### CD
1. Change this World（4:27）[2]
作詞：rom△ntic high
作曲：原一博
編曲：土肥真生
2. TELEPATHY（3:57）[2]
作詞：片瀬那奈
作曲：Patrick Johansson,Linus Norden
編曲：木本靖夫
3. GALAXY（4:10）[2]
作詞：kenko-p
作曲：Marcus Cranberg,Patric Sarin
編曲：Ta
テレビ朝日系ドラマ「逮捕しちゃうぞ」オープニング・テーマ
4. Deep Forest（4:51）[2]
作詞：片瀬那奈
作曲・編曲：朝本浩文
5. Shine（5:08）[2]
作詞：片瀬那奈・Satomi・rom△ntic high
作曲：松本良喜
編曲：土肥真生
TBS系列ドラマ｢こちら本池上署｣主題歌
6. Babe（4:16）[2]
作詞：kenko-p
作曲・編曲：原一博
7. Communication（4:36）[2]
作詞：rom△ntic high
作曲：Niclas Molinder,Joacim Persson,Frederick Eriksson
編曲：K-Muto
8. A・I・O（4:15）[2]
作詞：片瀬那奈
作曲・編曲：RAM RIDER
9. The Wings（3:59）[2]
作詞：kenko-p
作曲：Damon Meeks,Bob Mendellson
編曲：中野定博
10. Teardrops（5:36）[2]
作詞：rom△ntic high
作曲・編曲：佐々木潤
11. REVENGE〜未来への誓い〜（5:09）[2]
作詞：阿閉真琴
作曲：重住ひろこ
編曲：K-Muto
テレビ東京系アニメ｢人間交差点-HUMAN SCRAMBLE-｣オープニング･テーマ
12. FANTASY ＜Album Mix＞（5:38）[2]
作詞：片瀬那奈
作曲・編曲：長岡成貢
テレビ東京系アニメ「ヒカルの碁」オープニング・テーマ
13. Shine ＜MAD FAT PAD MIX＞（4：57）[2]
作詞：片瀬那奈・Satomi・rom△ntic high
作曲：松本良喜
リミックス：EIJI ISOJIMA・前嶋康明

### DVD
1. Shine PV (Special Love Size ver.)
2. NANA KATASE スペシャルインタビュー